# Limeira do Oeste
Limeira do Oeste är en kommun i Brasilien.   Den ligger i delstaten Minas Gerais, i den södra delen av landet, 500 km sydväst om huvudstaden Brasília. Antalet invånare är 6 890.
Omgivningarna runt Limeira do Oeste är en mosaik av jordbruksmark och naturlig växtlighet. Runt Limeira do Oeste är det mycket glesbefolkat, med 4 invånare per kvadratkilometer.